# Kosatka (roślina)

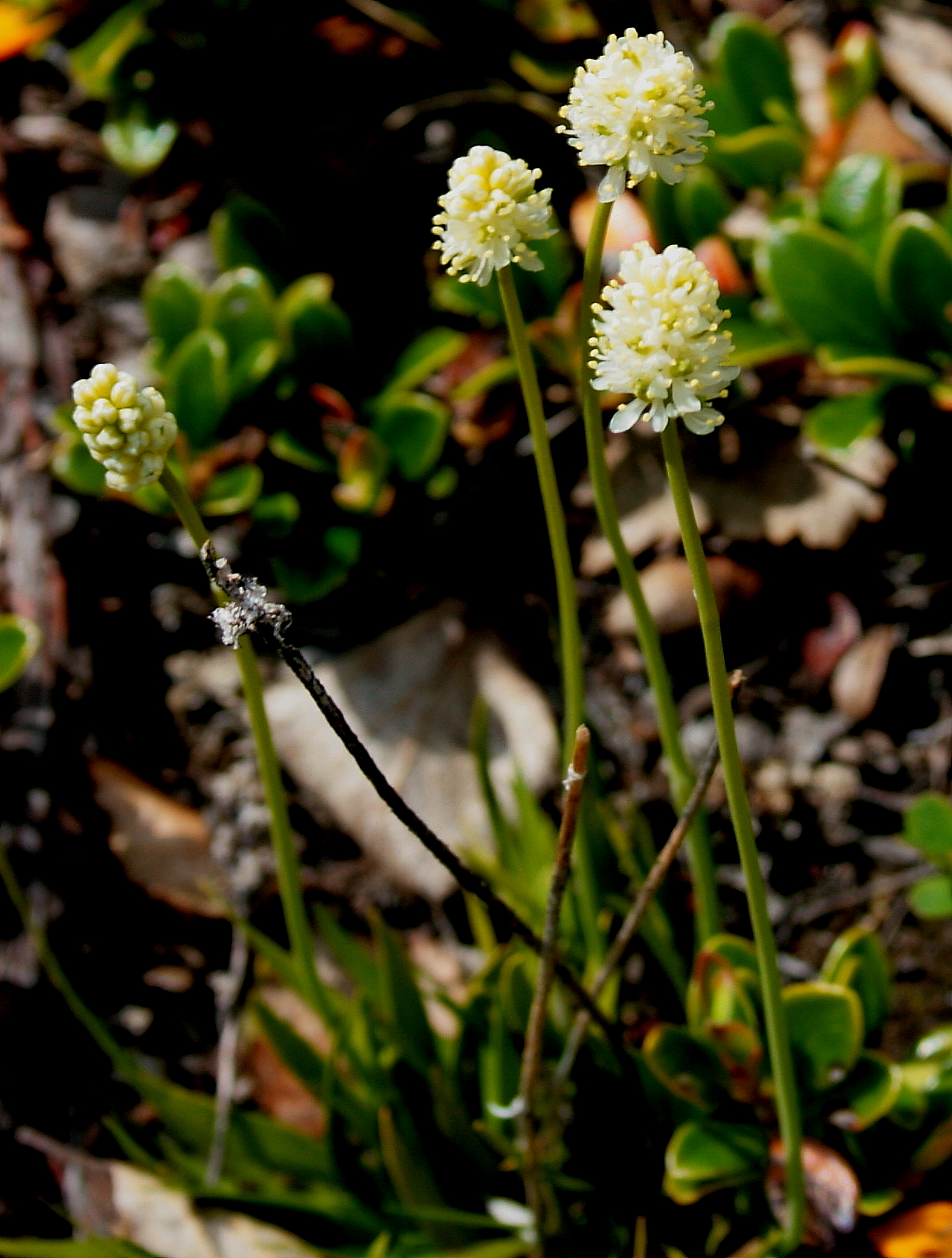
Kwiatostany Tofieldia pusilla

Kosatka (Tofieldia Huds.) – rodzaj roślin z rodziny kosatkowatych, obejmujący 12 gatunków pochodzących z obszarów klimatu umiarkowanego północnej hemisfery. Gatunkiem rodzimym flory Polski jest kosatka kielichowa (Tofieldia calyculata). 
Nazwa naukowa rodzaju została nadana na cześć Thomasa Tofielda, angielskiego botanika, żyjącego w XVIII wieku. 

## Zasięg geograficzny
Kosatki występują we wszystkich regionach Europy, w Azji (na Syberii, dalekim wschodzie Rosji, w Chinach, Mongolii, Japonii, Korei oraz w Himalajach) i Ameryce Północnej (na obszarze od Ameryki subarktycznej do środkowych Stanów Zjednoczonych).

## Morfologia
ŁodygaPodziemne, krótkie kłącze.
LiścieLiście odziomkowe lub zbliżone, ciasno zachodzące na siebie u nasady, mieczowate, równowąskie, bocznie spłaszczone.
KwiatyGroniasty kwiatostan, niekiedy zbliżony do kłosa, wyrasta na wzniesionym, smukłym głąbiku. Kwiaty obupłciowe, 6-pręcikowe, wyrastają z kątów niewielkich podsadek. Mniejsze podkwiatki zrośnięte w kieliszek. Okwiat pojedynczy, 6-listkowy. Listki okwiatu wolne lub zrośnięte u nasady, położone w dwóch podobnych okółkach. Pręciki wolne, rzadziej zrośnięte u nasady. Nitki pręcików spłaszczone (z wyjątkiem Tofieldia coccinea). Główki pręcików jajowate, osadzone u nasady lub niemal grzbietowo. Słupkowie u nasady apokarpiczne, rozdzielone na 3 krótkie szyjki. Zalążnia górna, osadzona na krótkiej szypułce, zwykle jajowata. Zalążki liczne.
OwoceTrójkomorowe, eliptyczne do kulistych lub jajowatych torebki. Nasiona małe, czerwonawo-brązowe, zwykle równowąskie do podłużnych.
GenetykaLiczba chromosomów 2n = 30.

## Systematyka
W dawniejszych systemach (np. Cronquista z 1981) kosatka umieszczana była w szeroko wówczas definiowanej rodzinie liliowatych (Liliaceae). W 1998 w systemie Kubitzkiego włączona została do łomkowatych (Nartheciaceae).  W systemie Reveala z 1999 roku rodzaj rząd zaliczony został do rzędu kosatkowców (Tofieldiales Reveal & Zomlefer), rodziny kosatkowatych (Tofieldiaceae Takht.Barnh.).
Nowsze systemy (np. system APG IV z 2016 wyłączają kosatkę z grupą kilku spokrewnionych rodzajów w odrębną rodzinę kosatkowatych (Tofieldiaceae) w obrębie rzędu żabieńcowców (Alismatales Dumort.). 
W wyniku rewizji taksonomicznych wyłączono z tego taksonu w odrębne rodzaje: Triantha i Pleea (dawniej sekcje).
Gatunki
- Tofieldia calyculata (L.) Wahlenb. – kosatka kielichowa
- Tofieldia cernua Sm.
- Tofieldia coccinea Richardson
- Tofieldia divergens Bureau & Franch.
- Tofieldia furusei (Hiyama) M.N.Tamura & Fuse
- Tofieldia glabra Nutt.
- Tofieldia himalaica Baker
- Tofieldia nuda Maxim.
- Tofieldia okuboi Makino
- Tofieldia pusilla (Michx.) Pers.
- Tofieldia thibetica Franch.
- Tofieldia yoshiiana Makino

Mieszańce
- Tofieldia × hybrida A.Kern. ex Asch. & Graebn. (T. calyculata × T. pusilla), występuje jedynie w Alpach